# Тарабель
Тарабе́ль (фр. Tarabel, окс. Tarabèl) — коммуна во Франции, находится в регионе Юг — Пиренеи. Департамент — Верхняя Гаронна. Входит в состав кантона Ланта. Округ коммуны — Тулуза.
Код INSEE коммуны — 31551.

## География
Коммуна расположена приблизительно в 600 км к югу от Парижа, в 22 км к юго-востоку от Тулузы.
На северо-востоке коммуны протекает река Сон.

## Климат
Климат умеренно-океанический. Зима мягкая и снежная, весна характеризуется сильными дождями и грозами, лето сухое и жаркое, осень солнечная. Преобладают сильные юго-восточные и северо-западные ветры.

## Население
Население коммуны на 2010 год составляло 355 человек.
| 1962 | 1968 | 1975 | 1982 | 1990 | 1999 | 2010 |
| ---- | ---- | ---- | ---- | ---- | ---- | ---- |
| 180  | 218  | 193  | 193  | 266  | 373  | 355  |

## Администрация
| Период | Период | Фамилия        | Партия                  | Примечания |
| ------ | ------ | -------------- | ----------------------- | ---------- |
| 1989   | 2014   | Мишель Боннери | Социалистическая партия |            |
| 2014   | 2020   | Фредерик Мижон |                         |            |

## Экономика
В 2010 году среди 243 человек трудоспособного возраста (15—64 лет) 187 были экономически активными, 56 — неактивными (показатель активности — 77,0 %, в 1999 году было 81,8 %). Из 187 активных жителей работали 177 человек (97 мужчин и 80 женщин), безработных было 10 (6 мужчин и 4 женщины). Среди 56 неактивных 30 человек были учениками или студентами, 19 — пенсионерами, 7 были неактивными по другим причинам.